# Groß Wittensee
Groß Wittensee (dänisch: Store Vittensø) ist eine Gemeinde im Kreis Rendsburg-Eckernförde in Schleswig-Holstein. Die Gemeinde liegt im Naturpark Hüttener Berge und ist Sitz des Amtes Hüttener Berge.

## Geografie

### Geografische Lage
Das Gemeindegebiet von Groß Wittensee erstreckt sich zwischen den Städten Rendsburg im Westen und Eckernförde im Osten innerhalb des Naturraums Schwansen, Dänischer Wohl (und Amt Hütten) (Haupteinheit Nr. 701) am Rande des Dänischen Wohlds. Der Wittensee umfasst den südlichsten Teil des Gemeindegebiets.

### Gemeindegliederung
Siedlungsgeografisch besteht die Gemeinde aus einer Vielzahl von  Ortsteilen, amtsdeutsch als Wohnplatz bezeichnet. Neben dem für die Gemeinde namenstiftenden Dorf befinden sich auch acht Häusergruppen, namentlich Börm, Brandenhorst, Eksal, Kirchhorst, Langhorst, Langstücken, Söhr und Wittenseeholz, die Wochenendsiedlung Schlaukweg, das Forsthaus Felsenrade, ebenso die Hofsiedlungen Haberkoppel, Hoheluft, Jürgensrade, Magarn, Timmermeß und Wohldmaas, wie auch die Haussiedlungen Neubrück und Överdiek im Gemeindegebiet,

### Nachbargemeinden
Das Gemeindegebiet von Groß Wittensee ist direkt umschlossen von:
| Damendorf       | Osterby                                     | Goosefeld |
| Klein Wittensee | Kompassrose, die auf Nachbargemeinden zeigt |           |
|                 | Bünsdorf, Sehestedt                         | Haby      |

## Politik

### Gemeindevertretung
Bei der Kommunalwahl am 14. Mai 2023 wurden insgesamt 13 Sitze vergeben. Die CDU und die Freie Wählergemeinschaft Groß Wittensee erhielten je vier Sitze, die Bürger für Wittensee erhielten drei Sitze und das Bündnis.Wittensee. erhielt zwei Sitze.

### Wappen
Blasonierung: „Über silbernen und blauen Wellen in Blau ein flachgewölbter, erhöhter, beidseitig im Schildrand verschwindender silberner Dreiberg, belegt mit drei balkenweise angeordneten, bewurzelten grünen Laubbäumen.“

## Wirtschaft und Infrastruktur

### Ansässige Unternehmen
Der größte Betrieb im Ort ist der Mineralbrunnenabfüller und Getränkehersteller Wittenseer Quelle.

### Verkehr
Die Bundesstraße 203 von Rendsburg nach Eckernförde führt durch das Gemeindegebiet.

## Sehenswürdigkeiten
In der Liste der Kulturdenkmale in Groß Wittensee stehen die in der Denkmalliste des Landes Schleswig-Holstein eingetragenen Kulturdenkmale.
Das Ehrenmal für die 33 und 46 Kriegstoten beider Weltkriege befindet sich unter einer großen Eiche in der Dorfstraße zwischen der Apotheke (Dorfstraße 50) und der Schule (Dorfstraße 48). In Kirchhorst befindet sich die gut erhaltenen Reste einer Flachsdarre und der Hasenbargbunker, der als Fledermausquartier dient.

## Bildergalerie

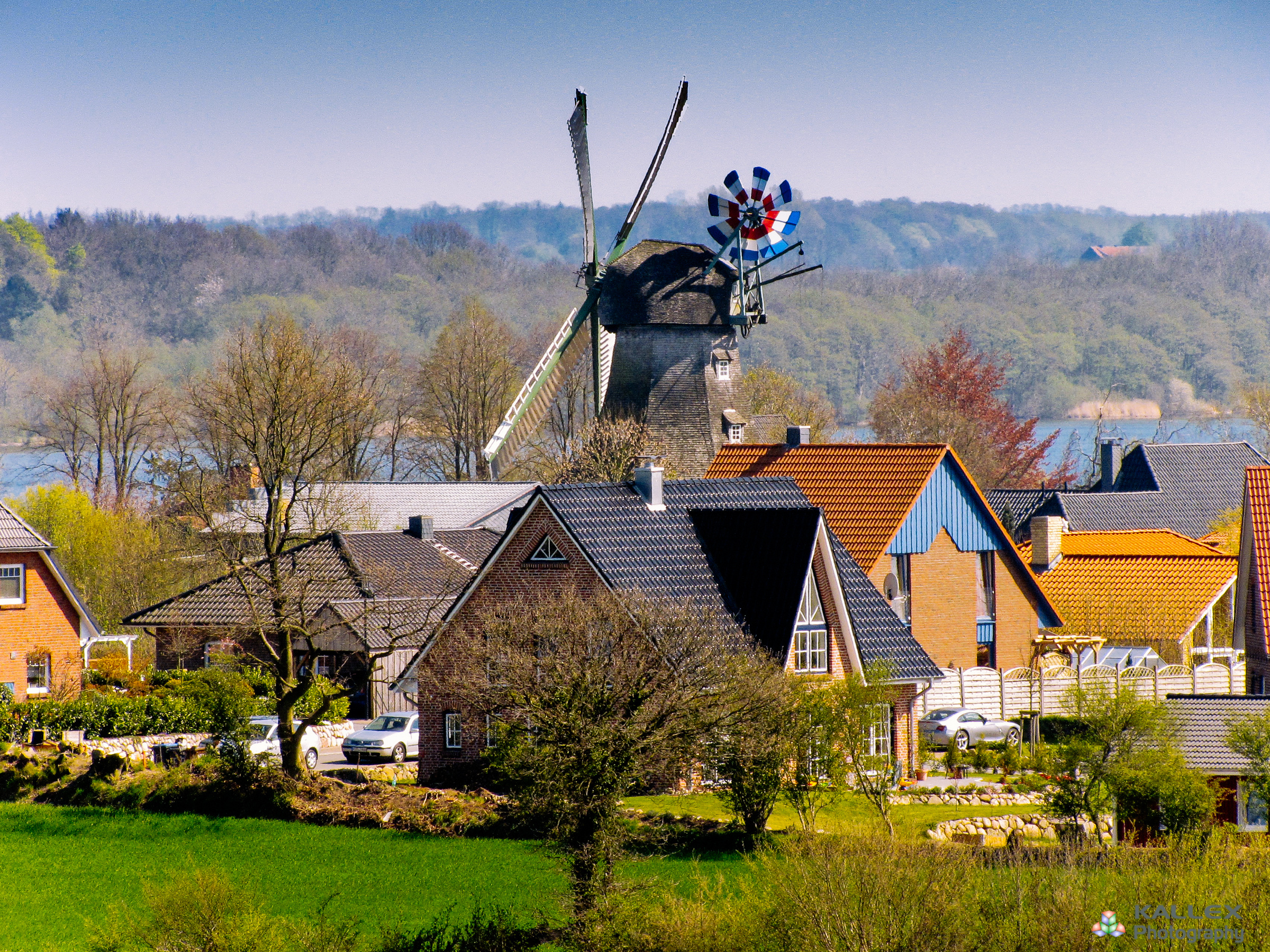
Blick über Groß Wittensee
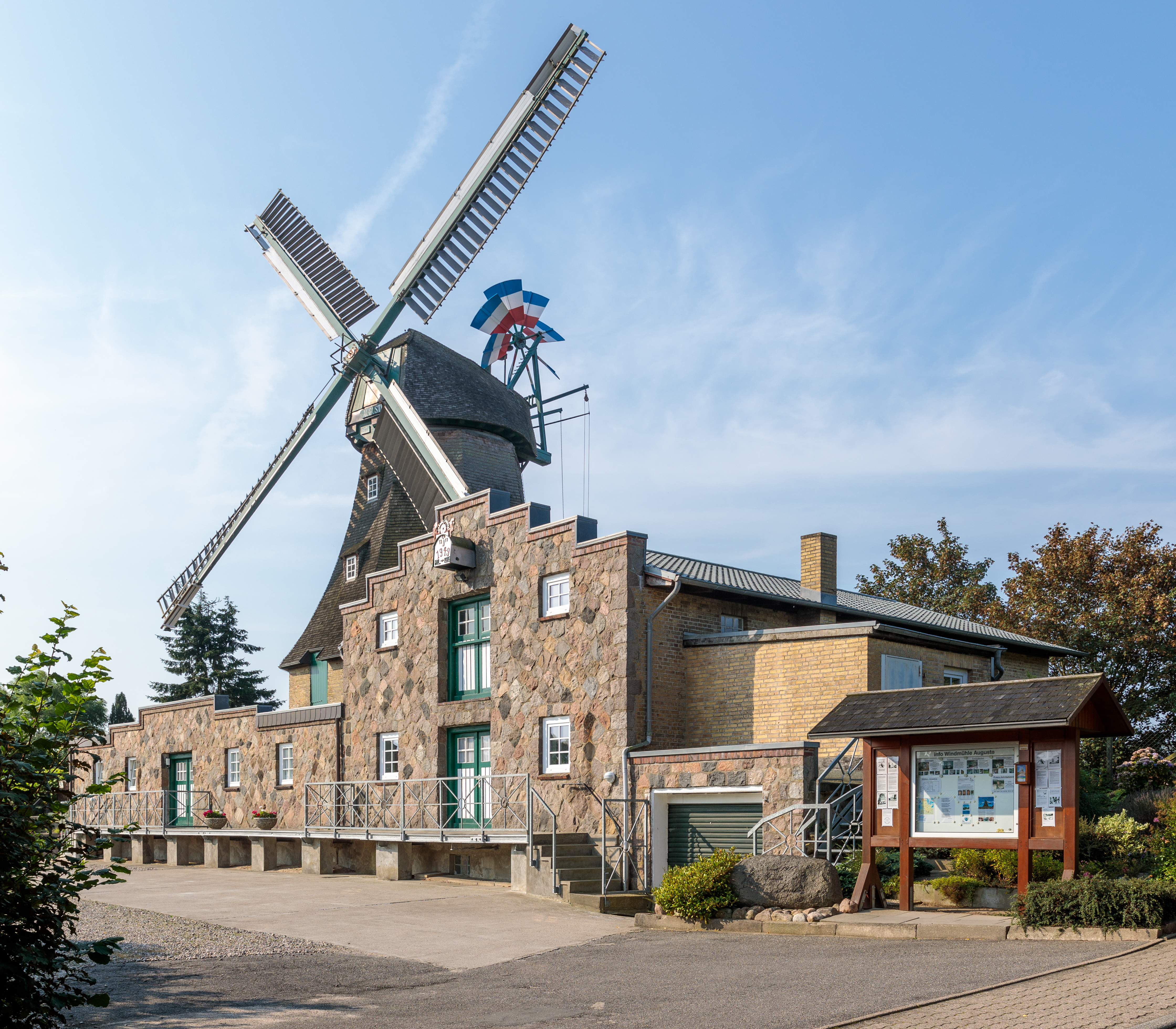
Windmühle „Auguste“
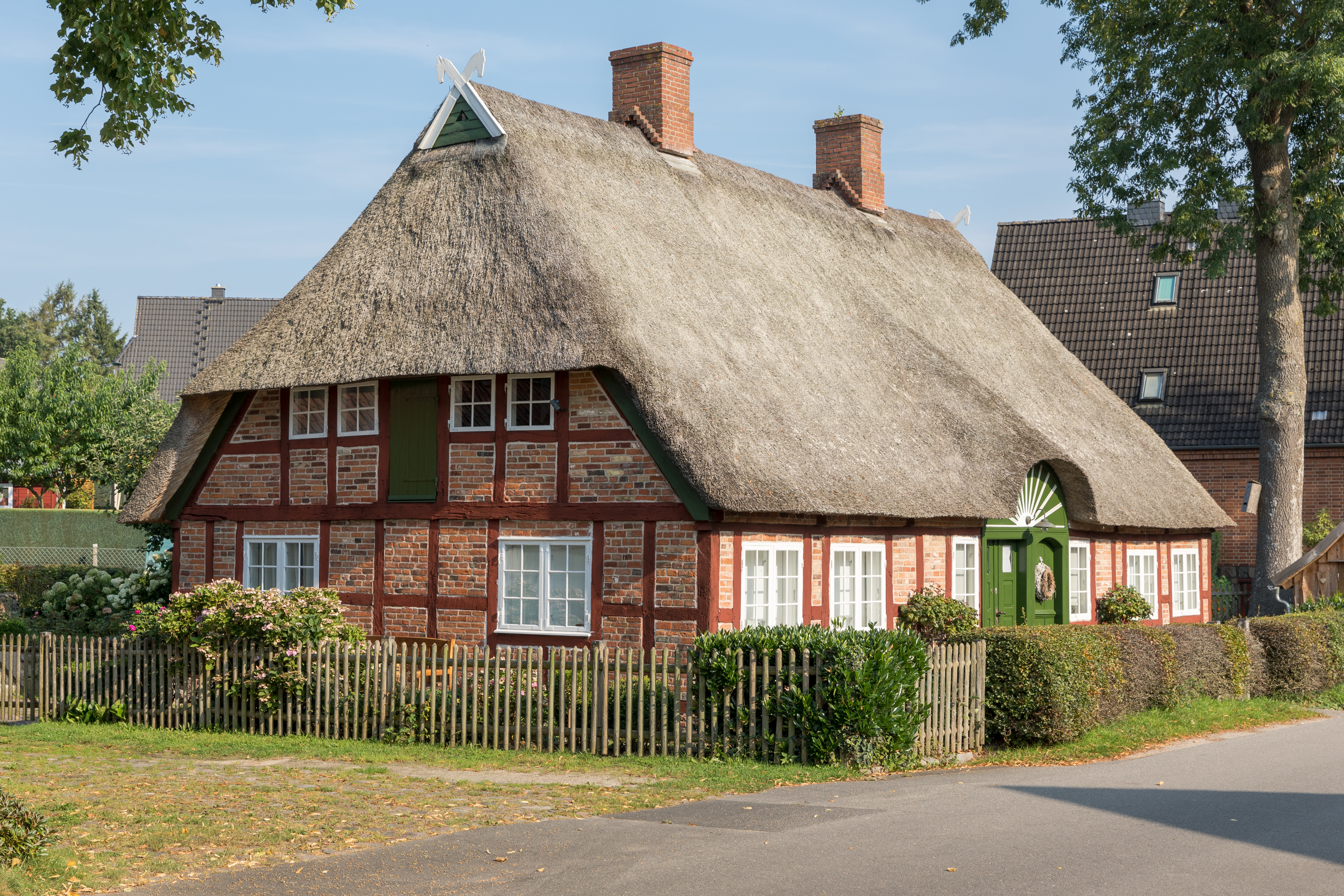
Doppelfachwerkkate Mühlenstrasse 5
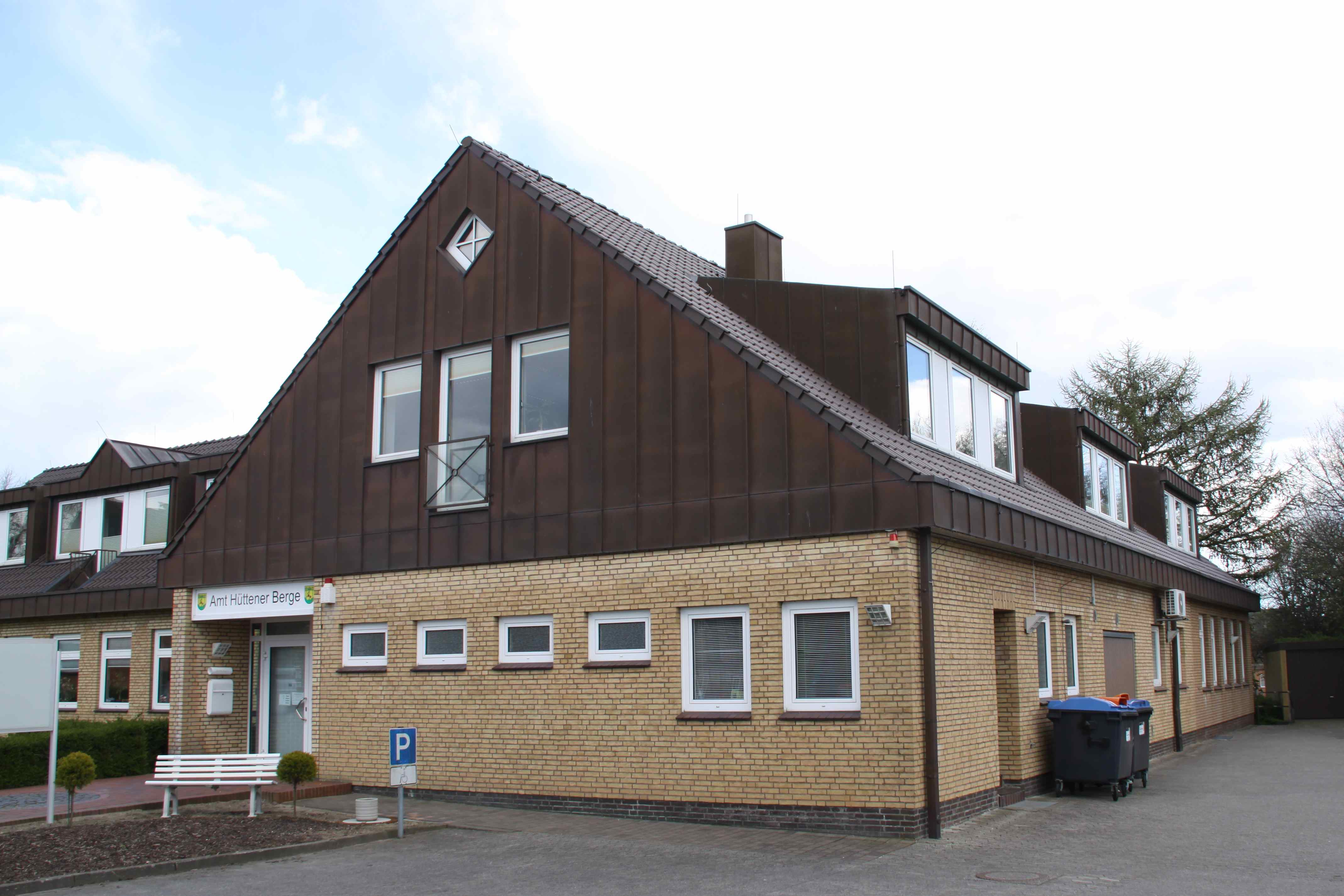
Das Verwaltungsgebäude des Amtes Hüttener Berge in Groß Wittensee
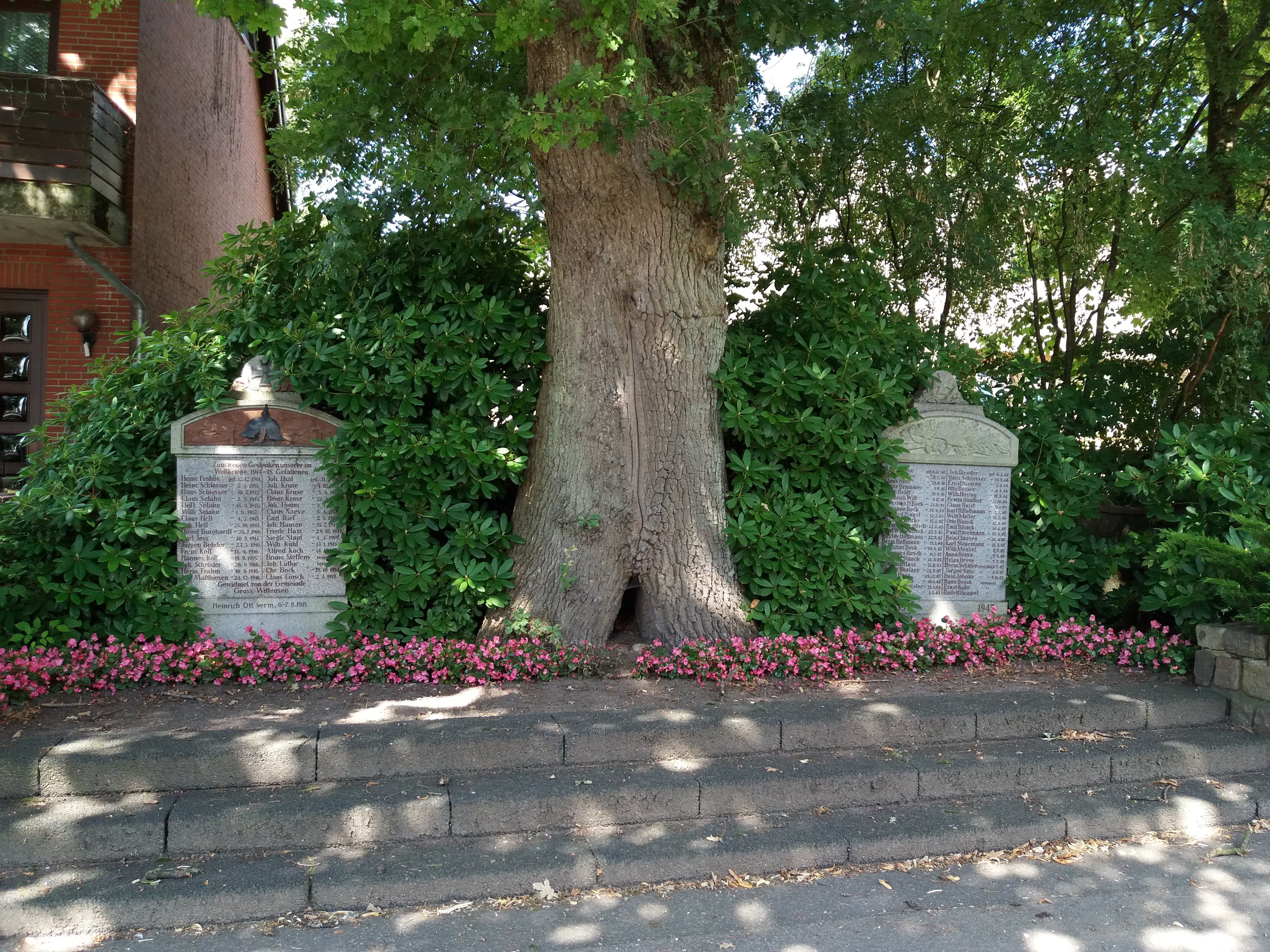
Kriegerdenkmal Groß Wittensee
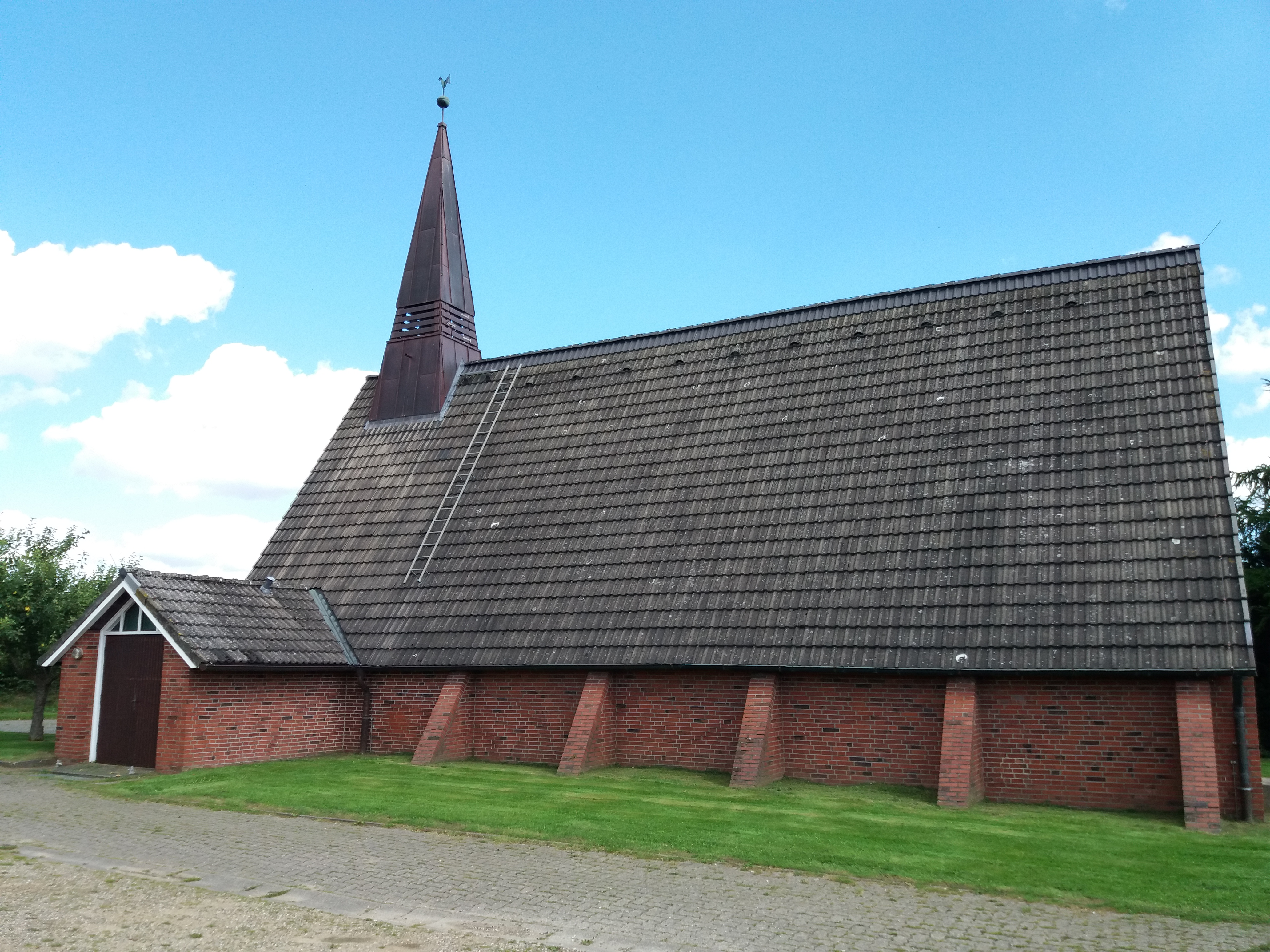
Kirche Groß Wittensee
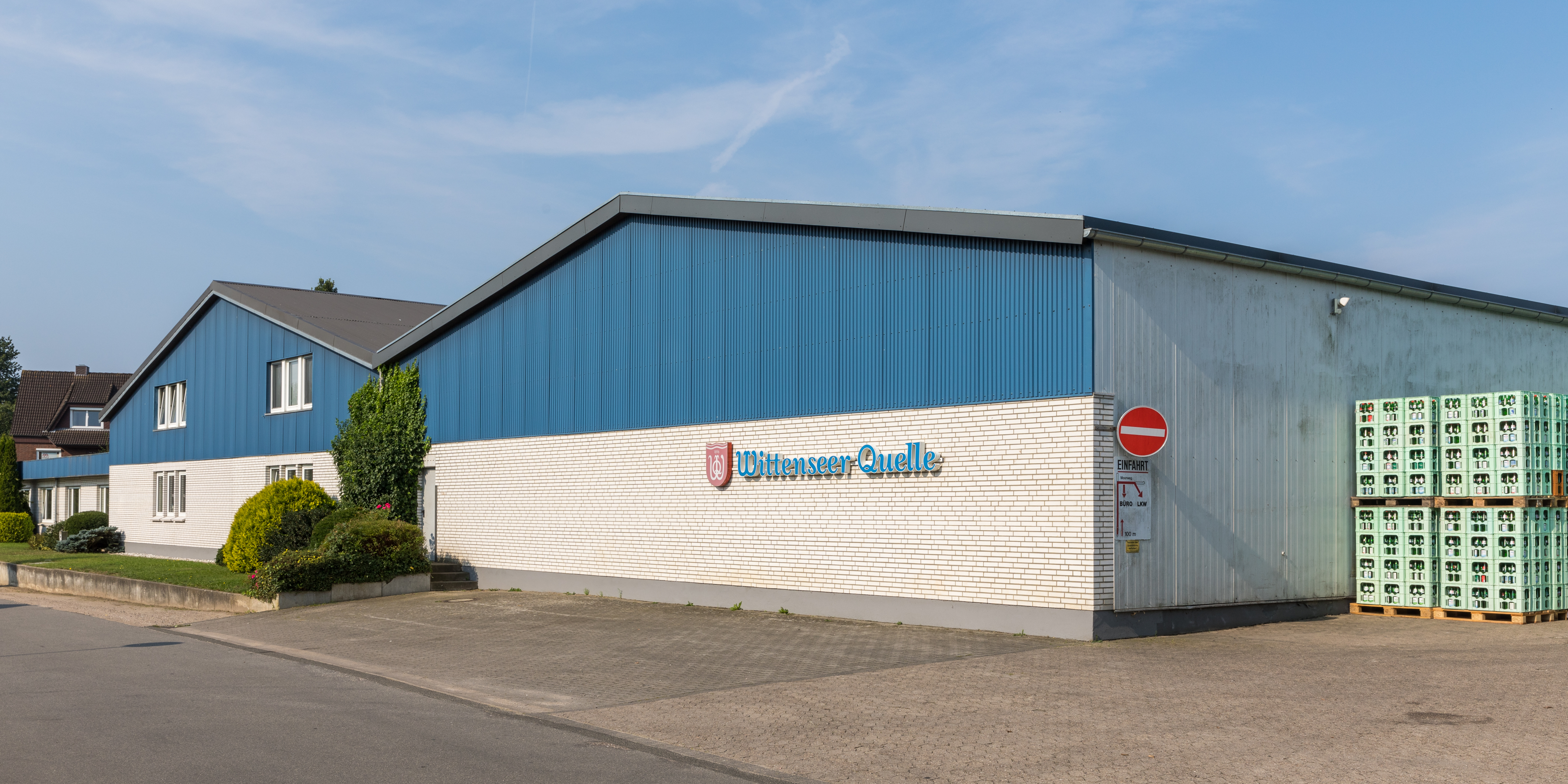
Wittenseer Quelle

## Persönlichkeiten
- Enewold Christian Alsen (1777–1833), deutscher Jurist
- Der Maler Carl Lambertz (1910–1996) lebte und arbeitete von 1949 bis zu seinem Tod 1996 in Groß Wittensee.
- Carl Lambertz’ Ehefrau Maria Reese (* 1942) lebt und arbeitet im gemeinsamen Atelier.